# Basílica de la Purísima (Yecla)

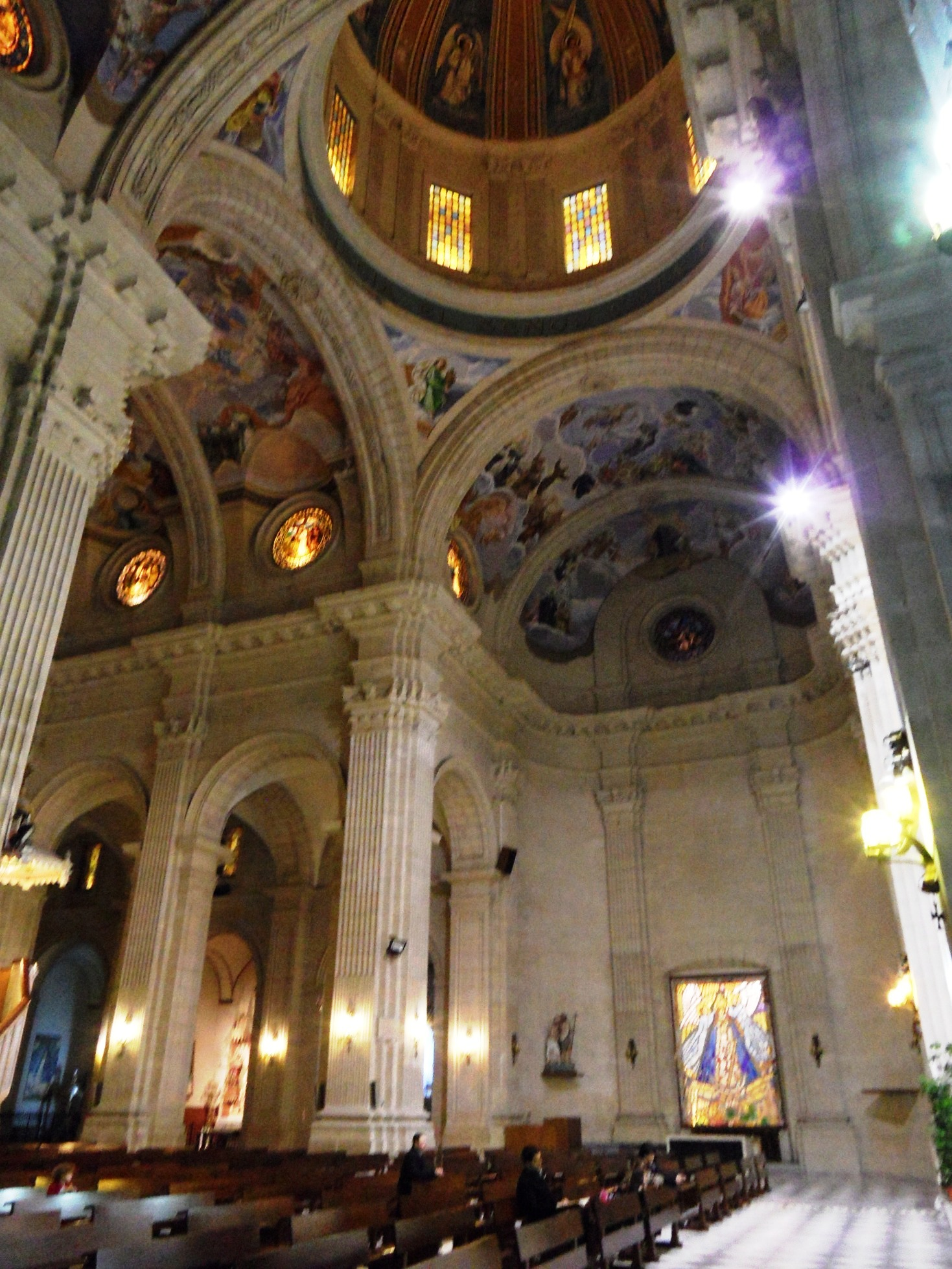
Interior

La Basílica de la Purísima Concepción es el templo principal de la ciudad de Yecla, en la Región de Murcia (España). Tiene rango de arciprestal y está dedicado a la Purísima Concepción de Nuestra Señora, patrona de la localidad (popularmente conocida como Virgen del Castillo).
La iglesia fue construida entre 1775 y 1868 bajo cánones neoclásicos, presentando planta de cruz latina con tres grandes naves separadas por arcos de medio punto, girola y capillas entre los contrafuertes. Sobre el crucero se erige una cúpula peraltada cuyo exterior está decorado en espiral con teja vidriada azul y blanca, constituyendo el elemento más representativo del conjunto y todo un símbolo para la ciudad. En el ángulo noreste del edificio aparece la torre, de planta cuadrada y en estilo neomudéjar, rematada por un cuerpo de campanas octogonal.
Destacan en su interior las pinturas murales de las bóvedas de la nave central, del crucero y del ábside, obra de Manuel Muñoz Barberán. También la abundante imaginería, en su mayoría  'pasos'  de Semana Santa que desfilan en las afamadas procesiones locales, y entre cuyos autores sobresalen José Lozano Roca, Miguel Torregrosa y Francisco Salzillo.
A la basílica yeclana también se la conoce como "Iglesia Nueva", en contraposición a la del Salvador (antigua parroquia mayor de la villa, hoy llamada "Iglesia Vieja"). En ella se aloja además la venerada imagen de la patrona cuando esta abandona el Santuario del Castillo con ocasión de las Fiestas de la Virgen, que tienen lugar en diciembre.